# جورج ميرفي
جورج ميرفي (بالإنجليزية: George Murphy)‏ (22 يوليو 1915 في المملكة المتحدة - 1 ديسمبر 1983 في المملكة المتحدة) هو مدرب كرة قدم ولاعب كرة قدم بريطاني (وحمل سابقاً جنسية المملكة المتحدة لبريطانيا العظمى وأيرلندا) في مركز الهجوم. شارك مع منتخب ويلز لكرة القدم. أما مع النوادي، فقد لعب مع برادفورد سيتي وسكونثورب يونايتد وهال سيتي ونادي سكاربورو ونادي جوول ‏.

## وصلات خارجية
- جورج ميرفي على موقع قاعدة بيانات كرة القدم.إي يو (الإنجليزية)